# Đức Tân, Mộ Đức
Đức Tân là một xã thuộc huyện Mộ Đức, tỉnh Quảng Ngãi, Việt Nam.

## Địa lý
Xã Đức Tân có diện tích 11,43 km², dân số năm 1999 là 7.205 người, mật độ dân số đạt 630 người/km².

## Hành chính
Xã Đức Tân được chia thành 5 thôn: 1, 2, 3, 4, 7 (xưa là làng Thi Phổ Nhất).

## Danh nhân
- Phạm Văn Đồng, cố Thủ tướng Chính phủ Việt Nam
- Trần Toại, cố Chủ tịch tỉnh Quảng Ngãi
- Thanh Thảo, nhà thơ